# Milan Jevtović
Milan Jevtović (Tiếng Serbia: Милан Јевтовић; sinh ngày 13 tháng 1 năm 1993) là một cầu thủ bóng đá người Serbia thi đấu ở vị trí tiền đạo chạy cánh.

## Sự nghiệp

### Borac Čačak
Milan Jevtović bắt đầu sự nghiệp chuyên nghiệp của mình tại Borac Čačak, nơi anh và phần còn lại của đội không được trả lương trong tối đa sáu tháng một lần. Jevtović đã tham gia vào cuộc đình công của các cầu thủ để phản đối các khoản phí chưa thanh toán vào năm 2015. Cuộc đình công đã bị gián đoạn khi Nenad Lalatović được thuê làm huấn luyện viên mới của Borac Čačak, sau đó một loạt kết quả tích cực theo sau. Trong một trận đấu lịch sử vào ngày 2 tháng 12 năm 2015, Jevtović đã ghi bàn vào lưới Sao Đỏ Beograd trong chiến thắng 5–3 trên sân khách cho Borac.

### Antalyaspor
Vào mùa hè năm 2016, Jevtović gia nhập đội bóng Thổ Nhĩ Kỳ Antalyaspor trong một vụ chuyển nhượng trị giá 2,5 triệu euro. Trong sáu tháng đầu tiên ở Antalya, Jevtović chỉ có 64 phút thi đấu. Kết quả là, anh được cho mượn đến câu lạc bộ Na Uy Rosenborg BK, nơi Jevtović có nhiều thời gian thi đấu hơn. Trong khi Jevtović được cho mượn, Rosenborg đã giành được Eliteserien 2017. Jevtović ghi bàn mở tỷ số cho Rosenborg ở Mesterfinalen 2017.

### Crvena Zvezda Beograd
Ngày 22 tháng 6 năm 2018, Jevtović ký hợp đồng với Crvena Zvezda Beograd.

### AGF Aarhus
Vào ngày 13 tháng 7 năm 2020, anh ấy đã ký hợp đồng bốn năm với AGF Aarhus, chơi ở Superliga. Anh đã có 22 lần ra sân và ghi một bàn thắng cho câu lạc bộ, cho đến khi anh rời đi vào cuối tháng 8 năm 2021.

### Odd
Vào ngày cuối cùng của thị trường chuyển nhượng mùa hè 2021–22, ngày 31 tháng 8 năm 2021, Jevtović chuyển đến câu lạc bộ Na Uy Odds BK.

### Hà Nội
Ngày 1 tháng 7 năm 2023, Jevtović ký hợp đồng với câu lạc bộ Hà Nội tại V.League 1.